# Gale Weathers (Scream)
Gale Weathers es un personaje ficticio y protagonista de la saga de películas de Scream. El personaje fue creado por Kevin Williamson y es interpretado por la actriz Courteney Cox. Apareció por primera vez en Scream (1996), seguida de cinco secuelas: Scream 2 (1997), Scream 3 (2000), Scream 4 (2011), Scream (2022) y Scream VI (2023). Gale Weathers aparece en las películas de Scream como una periodista y escritora ambiciosa y de voluntad fuerte que inicialmente se construyó como un antagonista, pero que finalmente une fuerzas con Sidney Prescott (Neve Campbell) y Dewey Riley (David Arquette), el último de los cuales ella eventualmente se enamora y se casa, para investigar y detener los asesinatos de Ghostface.
Brooke Shields y Janeane Garofalo fueron las primeras opciones para el papel de Gale; pero tras las arduas ganas de Courteney Cox para tener el personaje; lograron que sea la elegida. Cox quería interpretar a Gale para que contrastara con su personaje en Friends. Por su actuación, Cox recibió el premio Fangoria Chainsaw a la «Mejor actriz de reparto».
En el universo de película dentro de una película Stab, Gale Weathers fue interpretado originalmente por la actriz Judy Jurgenstern bajo el nombre artístico de Jennifer Jolie (interpretada por Parker Posey en la vida real) en las dos primeras películas de Stab. Durante la producción del original Stab 3 conocido como Stab 3: Return to Woodsboro, Jurgenstern es asesinado por Roman Bridger (Scott Foley), el medio hermano de Sidney (Campbell). En Scream 4 revela que Stab 3 finalmente se volvió a hacer en función de los eventos de los asesinatos en el estudio, lo que implica que Jurgenstern fue refundido para la tercera película dentro de una película.
En Scream 5, Gale decide volver a Woodsboro, después de enterarse del regreso de Ghostface, para ayudar a las nuevas protagonistas Sam y Tara a detener al asesino. Pero en el camino se encuentra con su viejo amor, Dewey, y en dicho momento se nos revela que, después de los eventos ocurridos en Scream 4 (la anterior entrega de la franquicia), los dos decidieron terminar con su relación y tomar caminos separados.

## Apariciones

### Scream
Gale es una reportera que escribió un libro sobre la muerte de Maureen Prescott, explicando cómo cree que Cotton Weary es inocente. Es grosera, mandona y hace todo lo posible para obtener una buena historia (como grabar en secreto a adolescentes desprevenidos en una fiesta en casa). Después de que Casey Becker y su novio son asesinados, ella llega a la ciudad y habla con Sidney sobre su libro. En la noche de la fiesta, Gale y Dewey encuentran el auto de Neil Prescott en los arbustos no lejos de la casa. Cuando regresan a la casa, ven que casi todos se han ido, por lo que Dewey le dice a Gale que llame para pedir refuerzos mientras revisa la casa. Ella corre hacia su camioneta y se da cuenta de que su camarógrafo fue brutalmente asesinado. Gale intenta alejarse, pero choca contra un árbol después de desviarse de la carretera mientras intenta evitar a Sidney aterrorizado (que ha escapado de la casa).
Gale informa el giro de los acontecimientos.
Más tarde, cuando Billy y Stu confrontan a Sidney sobre su motivo, Gale llega herido y les apunta con un arma. Sin embargo, el seguro está activado y Billy la patea contra una columna en el porche delantero donde yace el cuerpo inconsciente de Dewey. Esto le da tiempo a Sidney para escapar y contraatacar. Justo cuando Billy se prepara para apuñalar a Sidney, Gale le dispara. Sidney luego le dispara a Billy nuevamente cuando de repente se despierta, como predijo Randy, para "un último susto".

### Scream 2
Ha escrito un nuevo libro sobre los asesinatos que ocurrieron en Woodsboro. Sidney, aunque agradecida de haberle salvado la vida, se niega a hacer una entrevista con Cotton. La relación de Gale y Dewey, aunque tensa al principio, finalmente se calienta.
Después de la muerte de Randy, Gale y Dewey buscan respuestas mientras lidian con los problemas de su relación (las intenciones de Gale hacia Sidney con Cotton y lo que Gale escribió en su libro sobre sí mismo). El asesino enciende imágenes de todas las víctimas y la última grabación es de ellas. Miran en la sala de proyectores para ver al asesino filmándolos. Huyen. Gale lo persigue intensamente, pero escapa por poco a una pequeña habitación. Después de que Dewey finalmente puede comunicarse con ella a través de una ventana de prevención de sonido, ve a Dewey siendo apuñalado varias veces por la espalda y cree que está muerto. El asesino persigue a Gale una vez más, pero desaparece misteriosamente después de que no había forma de entrar en la habitación.
En el clímax, la Sra. Loomis, conocida como Debbie Salt a lo largo de la película, trae a Gale al teatro de la escuela. Mickey dispara a Gale después de que la Sra. Loomis le dispara y ella se cae del escenario. Sin embargo, la bala rebota en las costillas de Gale, lo que le permite sobrevivir. Una vez que todo el calvario termina, Mickey repentinamente cobra vida y Sidney y Gale lo matan a tiros. Durante el final de la película, Gale descubre que Dewey no está muerto y lo acompaña al hospital para recuperarse.

### Scream 3
Se muestra que es mucho más compasiva que en las dos primeras películas. Ella ha escrito una tercera vendaval en grito 3 libro basado en los asesinatos de imitadores de la última película. Ella regresa junto con Dewey después de que Cotton es asesinado y los actores que filman una tercera película de Stab son asesinados. Nuevamente, en Scream 3, Gale y Dewey tienen una relación amarga basada en su pasado juntos.
Gale se ve por primera vez hablando con un grupo de estudiantes sobre periodismo. Cuando termina la clase, se encuentra con Mark Kincaid, un detective que le informa sobre la muerte de Cotton. Poco después de esto, acude al plató de Stab 3: Return to Woodsboro y se reencuentra con Dewey tras conocer a la actriz que la interpreta, Jennifer Jolie. Más tarde, va a la casa de Jennifer a ver a Dewey. Después de saltar colina abajo para evitar la explosión que mató a Tom, el actor que interpreta a Dewey en la nueva película de Stab, Gale, Dewey, Jennifer y Angelina se separan. Gale es atacado por Ghostface, pero Dewey lo salva.
Ella sobrevive al clímax en la casa de Hollywood de John Milton. Al final, Dewey le pide a Gale que se case con él, a lo que ella acepta.

### Scream 4
Gale está tratando de reinventarse a sí misma como autora, pero descubre que tiene problemas debido al bloqueo del escritor. Cuando Sidney regresa a Woodsboro y los asesinatos comienzan de nuevo, Gale está emocionado de tener la oportunidad de volver a ser parte de la resolución de los asesinatos, aunque Dewey no quiere que ella se involucre en la investigación. Volviéndose "pícaro" (como ella lo dice), Gale se infiltra en una fiesta de Stab-a-thon, una fiesta en un granero para proyectar las siete películas de Stab, para atrapar al asesino. Sin embargo, Gale es atacado y casi asesinado por Charlie como Ghostface en el granero ante la cámara. Afortunadamente, Dewey llegó al granero a tiempo para salvarla y llevarla al hospital. Gale solo es apuñalado en el hombro y logra recuperarse.
Gale sobrevive a sus heridas y descubre quién es el asesino simplemente usando la lógica. Ella está presente en la confrontación final, donde distrae a Jill Roberts el tiempo suficiente para que Sidney tome la delantera con un desfibrilador. Ella sobrevive una vez más, atendiendo a Dewey, que está herido en el suelo.

### Scream (2022)
Algún tiempo después de los ataques de 2011, Gale y Dewey se mudaron juntos brevemente a Nueva York. Después de dos meses, Dewey no pudo seguir en la ciudad y dejó a Gale, aunque no se divorciaron. Gale como a presentar su propio programa matutino, del que Dewey era un ávido espectador. Gale dejó de escribir porque nunca tuvo tiempo de concentrarse en ello.
Cuando los asesinatos en Woodsboro comienzan de nuevo, Dewey le envía un mensaje de texto a Gale para avisarle y ella toma la decisión de regresar a Woodsboro, justo a tiempo para enterarse de que Judy ha sido asesinada. Ella expresa su enojo con Dewey por solo enviarle un mensaje de texto y los dos se reconcilian después de años de estar separados.
Cuando Dewey es asesinado por Ghostface, Gale lamenta la pérdida y se reencuentra con Sidney, quien también tomó la decisión de regresar a Woodsboro. Sidney y Gale intentan pedirle ayuda a Samantha Carpenter para detener al asesino, pero ella les dice que no piensa ayudarlas. Por un rastreador que puso Sidney en el auto de Sam, ella y Gale la siguen hasta la casa donde ocurrieron los asesinatos originales. Cuando llegan, se encuentran con Amber Freeman que grita por ayuda, sin embargo, Gale siente la trampa de inmediato y Amber le dispara, revelándose como una de los asesinos. Gale le dice a Sidney que entre y termine esto, como lo planearon. Cuando el segundo asesino, Richie, es desenmascarado, Amber lleva a Gale adentro a la cocina donde están replicando el final de la película original de Stab. Richie y Amber revelan su motivo al intentar crear una "recuela" de Stab 8. Gale y Sidney intentan escapar en ese momento pero son vencidas fácilmente por sus heridas. Cuando Amber va en busca de Tara Carpenter sin encontrarla y luego es atacada por esta, Samantha escapa y es perseguida por Richie. Gale y Sidney quedan a custodia de Amber quien venció a Tara. Las dos sobrevivientes originales pelean con Amber y logran vencerla, con Gale disparándole y accidentalmente prendiendole fuego. Ella y Sidney luego van con Samantha quien mato a Richie, seguidamente se reúnen con Tara, quien le dio el tiro de gracia a Amber cuando esta regreso.
Mientras los reporteros hablan de los asesinatos, Samantha agradece a Sidney y Gale por ayudarlos y luego se va en la ambulancia con su hermana. Gale revela que no escribirá sobre Richie y Amber, sino que escribirá sobre Dewey y el hombre que era, dejando así que los Killers mueran en el anonimato y su plan fracase.

### Scream VI
La noche en que Jason Carvey es asesinado, Gale llama a Sam después de enterarse de su asesinato en las noticias, pero Sam rechaza la llamada debido a la ruptura entre ellos.
A la mañana siguiente, después del ataque de Sam y Tara en la Bodega, Gale está fuera de la estación de policía con numerosos reporteros y comienza a interrogar a Sam y Tara sobre su ataque, para su disgusto. Gale revela que habló con Sidney y que no vendrá a Nueva York y se esconderá con Mark y los niños. El trío discute sobre el libro de Gale y Sam intenta golpear a Gale en la cara, lo que ella esquiva debido a una experiencia pasada, y Tara luego lanza otro puñetazo y la golpea en la cara antes de que los dos se vayan en un taxi.
Tras los asesinatos de Anika Kayoko y Quinn Bailey, Gale les revela a Sam, Tara, Kirby, Chad, Mindy, Detective Bailey y Ethan Landry que encontró un antiguo teatro registrado a nombre de Jason. Ella los lleva allí, revelando que el teatro se ha transformado en un santuario dedicado a Ghostface: contiene disfraces antiguos, armas homicidas, accesorios, recuerdos, máscaras y ropa que pertenecen a víctimas y asesinos del pasado. Mientras exploran el santuario, Gale y Sam tienen una conversación sincera sobre las malas madres, algo que comparten entre ellos. Cuando Wayne diseña un plan para atrapar al Asesino, Kirby excluye a Gale del plan porque no es oficial de policía.
Gale regresa a su ático donde vive con Brooks, y no sabe que Ghostface se esconde dentro y está atrayendo a Sam y Tara al permitir que Kirby rastree una llamada telefónica de ellos. Gale luego recibe su primera llamada telefónica de Ghostface y, mientras está distraído, asesina a Brooks y arroja su cuerpo a través de un estante. Ghostface persigue a Gale por el ático y Gale se atrinchera en el dormitorio y saca su arma de una caja fuerte.
Ghostface vuelve a llamar a Gale y se burla de ella una vez más y Gale amenaza con dispararle "en la puta cabeza". Ella cuelga en Ghostface y luego vuelve a marcar su número revelando su escondite y dispara a través de la puerta y cree que está caído. Ghostface luego atraviesa la puerta y le da varias puñaladas a Gale antes de huir después de ser interrumpido por Sam y Tara. Cuando Gale se desmaya, le pide a Sam y Tara que le digan a Sidney que Ghostface nunca la atrapó.
Los paramédicos llevan a Gale al hospital diciendo que tiene el pulso débil. Se revela que Ghostface es Wayne quien, junto con sus hijos Quinn y Ethan, buscan venganza contra Sam por matar a Richie, quien se revela como su hermano/hijo. Wayne afirma que una vez que Sam y Tara estén muertos, irán al hospital para acabar con Gale. Después de que Tara, Sam y Kirby mataron con éxito al trío, Danny Brackett revela que Gale sobrevivió y descansa en el hospital.

## Casting y desarrollo

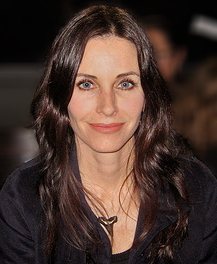
Cox fue elegida para interpretar a Gale; después de su ardua lucha por lograr el papel.

La producción quería una cara reconocible para el papel de la reportera de noticias Gale Weathers, ofreciéndola tanto a Brooke Shields como a Janeane Garofalo. Cox, quien protagonizaba la exitosa comedia Friends de NBC en ese momento, no fue considerada debido a su historial de interpretar personajes más suaves y amables. Cox, sin embargo, presionó mucho por el papel por esa razón, deseando interpretar un personaje de "perra" que contrastara su papel en Friends, sus esfuerzos finalmente tuvieron éxito cuando fue elegida.
El casting de Cox en la serie de películas marcó una nueva tendencia en el casting de actores y actrices populares y establecidos en películas de terror. Craven opinó que su presencia, como la de Neve Campbell, ayudó a elevar el perfil de Scream y atraer a una gran audiencia femenina.

## Recepción
La actuación de Cox en la serie obtuvo elogios de la crítica y un amplio reconocimiento. El personaje se hizo conocido por sus "comentarios ágiles y ser brillantemente mandona".
Cox fue nominada a numerosos elogios por su interpretación de Gale Weathers. Por Scream 2, recibió el premio Fangoria Chainsaw Award a la Mejor Actriz de Reparto y obtuvo una nominación para el Premio Saturn a la Mejor Actriz de Reparto. Por Scream 3, Cox y Arquette recibieron el Teen Choice Awards a Mejor Química en pantalla.